# Hulu (Streaminganbieter)
Hulu ist eine US-amerikanische Internetplattform mit einem kostenpflichtigen Abrufvideodienst mit Registrierungspflicht. Fernsehserien, Spielfilme und Trailer der amerikanischen Medienkonzerne NBC, FOX, ABC und anderer Anbieter werden im Flash-Video-Format gestreamt. Hulu.com ist ein Gemeinschaftsunternehmen von NBC Universal und Disney–ABC Television Group und steht zurzeit nur Nutzern mit US-amerikanischer IP-Adresse zur Verfügung.
Der Name Hulu kommt von zwei Mandarin-chinesischen Wörtern, húlu, „Kalebasse, Flaschenkürbis“ und hùlù, „interaktive Aufnahme“.

## Geschichte
Neben der browserabhängigen Plattform existiert die auf Flash basierende Software Hulu Desktop.
2009 erklärte Chase Carey, der stellvertretende Vorstandsvorsitzende der News Corporation, dass Hulu bald ein Bezahlmodell einführen müsse. Am 17. November 2010 wurde Hulu Plus, ein zusätzlicher Bezahldienst, eingeführt, der seinen Benutzern eine größere Anzahl von Inhalten aus den bereits existierenden Fernsehserien bereitstellt. Hulu Plus ist auf verschiedenen Plattformen verfügbar: Apple TV, Blu-ray-Spieler, Smart-TVs, Smartphones und Tablets, Konsolen (Microsoft: Xbox 360, Xbox One, Xbox One S, Nintendo: 3DS, Wii, Nintendo Switch, Sony: PlayStation 3 und 4), Roku Streaming Player und WD TV Media Player.
Im Sommer 2011 wurde bekannt, dass die derzeitigen Eigentümer die Plattform verkaufen möchten und sich deshalb in Gesprächen mit Yahoo, Microsoft und Google befinden. Der Verkaufsprozess wurde im Herbst 2011 gestoppt, unter anderem da Hulu keine langfristigen Nutzungsrechte der Videoinhalte bieten konnte und den Eigentümern der offerierte Preis zu niedrig war. Ende 2016 wurde das Gratisangebot von Hulu eingestellt. Bis März 2019 waren die Medienunternehmen NBC Universal, Fox Entertainment Group, WarnerMedia und Disney an Hulu beteiligt.
Durch die Übernahme von Fox durch Disney und den Ausstieg von WarnerMedia konnte Disney seine Anteile auf 68 Prozent aufstocken und besitzt somit die Mehrheit. Disney plante ursprünglich die komplette Übernahme von Hulu bis 2024. Im November 2023 hat Disney dann Hulu komplett übernommen.
Pläne, Hulu auf dem internationalen Markt zu platzieren, hat Disney weitestgehend aufgegeben, wie beim virtuellen Investor Day 2020 bekannt gegeben wurde. Stattdessen wird Disneys im Sommer 2020 ins Leben gerufener Dienst Star international platziert. In Europa wurde Star ab März 2021 als eigene Rubrik für FSK-16- und FSK-18-Inhalte in Disney+ integriert.
Am 6. August 2025 wurde bekanntgegeben, dass die bisherige Marke Star durch Hulu ersetzt wird und der Dienst vollständig in Disney+ implementiert wird.